# METEOR
METEOR (Metric for Evaluation of Translation with Explicit ORdering (2004)) — метрика для оценки качества машинного перевода. Метрика базируется на использовании n-грамм и ориентирована на использование статистической и точной оценки исходного текста. В отличие от метрики BLEU, данная метрика использует функции сопоставления синонимов вместе с точным соответствием слов. Метрика была разработана, чтобы решить проблемы, которые были найдены в более популярной метрике BLEU, а также создать хорошую корреляцию с оценкой экспертов на уровне словосочетаний или предложений.

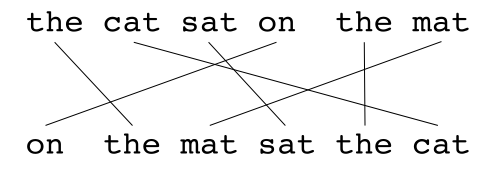
Пример выравнивания (a).

В результате запуска метрики на уровне словосочетаний корреляция с человеческим решением составляла 0.964, тогда как метрика BLEU составляла 0.817 на том же наборе входных данных. На уровне предложения максимальная корреляция с оценкой экспертов была 0.403.

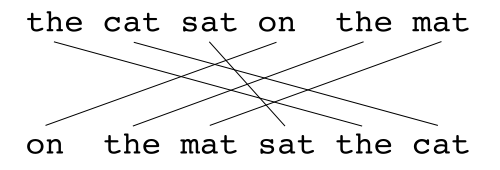
Пример выравнивания (b).

## Алгоритм
Как и в метрике BLEU, основная единица для оценки — предложение, алгоритм сначала проводит выравнивание текста между двумя предложениями, строкой эталонного перевода и строкой входного текста для оценивания (см. рисунки а и б).
Данная метрика использует несколько этапов установления соответствия между словами машинного перевода и эталонного перевода для сопоставления двух строк:
1. Точное установление соответствия — определяются строки, которые являются идентичными в эталонном и машинном переводе.
2. Установление соответствия основ — проводится стемминг (выделение основы слова), и определяются слова с одинаковым корнем в эталонном и машинном переводе.
3. Установление соответствия синонимов — определяются слова, которые являются синонимами в соответствии с WordNet.

Выравнивание — это множество соответствий между n-gram-ами. На соответствие налагается следующее ограничение: каждый n-грамм в предложении-кандидате должен соответствовать одному или ни одному n-gram-у в эталонном предложении. Если есть два выравнивания с тем же количеством совпадений, то выбирается то, которое имеет наименьшее количество пересечений для совпадений. В данном случае будет выбран вариант (а). Этапы сравнения с эталонными переводами выполняются последовательно, и на каждом из них ко множеству соответствий добавляются только те n-gram-ы, которые не имели соответствия на предыдущих этапах. Как только будет пройден последний этап, окончательный n-gram P вычисляется по следующей формуле:
| Пример пары слов, которые будут сопоставлены вместе |          |                   |            |
| Этап сравнения                                      | Кандидат | Эталонный перевод | Совпадение |
| Точное совпадение                                   | good     | good              | Yes        |
| Стемминг                                            | goods    | good              | Yes        |
| Синоним                                             | well     | good              | Yes        |

{\displaystyle P={\frac {m}{w_{t}}},}
где {\displaystyle m} — количество n-грамм в машинном переводе, которые также были найдены в эталонном переводе, а {\displaystyle w_{t}} — количество n-грамм в машинном переводе.
N-gram {\displaystyle R} (общий n-gram для эталонных переводов) вычисляется по следующей формуле:
{\displaystyle R={\frac {m}{w_{r}}},}
где {\displaystyle w_{r}} — количество n-грамм в эталонном переводе.
Точность и полнота комбинируются, используя формулу гармонического среднего, в которой вес полноты в 9 раз больше веса точности:
{\displaystyle F_{mean}={\frac {10PR}{R+9P}}}
Данная формула используется только для сравнения одиночных слов, которые совпали в эталонном и машинном переводе. Для того чтобы учитывать еще и словосочетания, которые совпадают, используется так называемый штраф {\displaystyle p}. Для этого n-gram объединяют в несколько возможных групп.
Штраф {\displaystyle p} вычисляется по следующей формуле:
{\displaystyle p=0.5\left({\frac {c}{u_{m}}}\right)^{3},}
где c — число групп n-gram, а {\displaystyle u_{m}} — количество n-грамм, которые объединили в группы
Тогда финальный показатель качества вычисляется по следующей формуле:
{\displaystyle M=F_{mean}(1-p)}

## Примеры
| Эталонный перевод: | the | cat | sat | on  | the | mat |
| Машинный перевод:  | on  | the | mat | sat | the | cat |

```
Score: 0.5000 = Fmean: 1.0000 * (1 - Penalty: 0.5000)
Fmean: 1.0000 = 10 * Precision: 1.0000 * Recall: 1.0000 / （Recall: 1.0000 + 9 * Precision: 1.0000）
Penalty: 0.5000 = 0.5 * (Fragmentation: 1.0000 ^3)
Fragmentation: 1.0000 = Chunks: 6.0000 / Matches: 6.0000

```

| Эталонный перевод: | the | cat | sat | on | the | mat |
| Машинный перевод:  | the | cat | sat | on | the | mat |

```
Score: 0.9977 = Fmean: 1.0000 * (1 — Penalty: 0.0023)
Fmean: 1.0000 = 10 * Precision: 1.0000 * Recall: 1.0000 / （Recall: 1.0000 + 9 * Precision: 1.0000）
Penalty: 0.0023 = 0.5 * (Fragmentation: 0.1667 ³)
Fragmentation: 0.1667 = Chunks: 1.0000 / Matches: 6.0000

```

| Эталонный перевод: | the | cat | sat | on  | the | mat |     |
| Машинный перевод:  | the | cat | was | sat | on  | the | mat |

```
Score: 0.9654 = Fmean: 0.9836 * (1 - Penalty: 0.0185)
Fmean: 0.9836 = 10 * Precision: 0.8571 * Recall: 1.0000 / （Recall: 1.0000 + 9 * Precision: 0.8571）
Penalty: 0.0185 = 0.5 * (Fragmentation: 0.3333 ^3)
Fragmentation: 0.3333 = Chunks: 2.0000 / Matches: 6.0000

```

## Развитие
Исследователями предлагались различные модификации METEOR, в частности, предназначенные для расширения её оценки с уровня словосочетаний до уровня предложений.